# Nikolaï Andreïev
Pour les articles homonymes, voir Andreev.
Nikolaï Platonovitch Andreïev (en russe : Николай Платонович Андреев), né le 1er octobre 1882 à Serpoukhov et décédé le 13 avril 1947, est un photographe représentant du pictorialisme russe.

## Autres pictorialistes russes
- Alexandre Grinberg
- Iouri Eremine
- Nikolai Svichov-Paola
- Max Penson

## Technique
Andreïev a utilisé des objectifs spécifiques, souvent fabriqués par ses soins et a utilisé des techniques photographiques variées, comme le bromoïl (tirage à l'huile) ou le coloriage à la main des photographies, afin de restituer une atmosphère romantique. Ces techniques ont produit des tonalités incroyables et une lumière énigmatique.

## Prix
Les travaux d'Andreïev ont été récompensés à de nombreuses reprises dans le monde entier et ont notamment reçus la médaille d'or à la foire de Paris (1924) et l'exposition de Saragosse (1927) et plusieurs médailles d'argent et diplômes en Italie, en Suisse, en Belgique, en Hongrie et au Canada.

## Galerie
- (en) Galerie 1
- (en) Galerie 2
- (en) Galerie 3
- (en) Galerie 4